# Vinya de Marió
La Vinya de Marió és una antiga vinya reconvertida en camps de conreu del municipi de Castell de Mur, al Pallars Jussà, a l'antic terme de Mur, en terres del poble de Puigmaçana. Està situada al nord -esquerra- del barranc de Sant Gregori, al nord-oest dels Horts del Torrent. És al sud de l'extrem de llevant de la partida de Lloriguer.